# Frank Ntilikina
Frank Bryan Ntilikina, född 28 juli 1998, är en fransk basketspelare som spelar för Dallas Mavericks i National Basketball Association (NBA).

## Biografi
Ntilikina föddes i Ixelles i Belgien av föräldrar från Rwanda, och flyttade med sin familj som treåring till Strasbourg i Frankrike. Han började spela basket som femåring i St-Joseph Strasbourg och gick som 15-åring till Strasbourg IG:s ungdomsakademi.

## Klubbkarriär

### SIG Strasbourg (2015–2017)
I december 2015 skrev Ntilikina på ett professionellt kontrakt med SIG Strasbourg fram till 30 juni 2019. Han hade dock redan den 4 april 2015 debuterat i LNB Pro A i en match mot SOMB Boulogne-sur-Mer.
Den 15 oktober 2015 spelade Ntilikina för första gången i Euroleague och gjorde en poäng på 12 minuter och 16 sekunders speltid i en match mot serbiska KK Crvena zvezda. Han blev vald till den bästa unga spelaren i LNB Pro A under säsongen 2015/2016. Ntilikina vann även samma pris följande säsong.

### New York Knicks (2017–2021)
Den 22 juni 2017 valdes Ntilikina som totalt åttonde spelare av New York Knicks i NBA:s draft 2017. Den 5 juli 2017 skrev han på sitt första kontrakt med Knicks.

### Dallas Mavericks (2021–2023)
Den 16 september 2021 värvades Ntilikina av Dallas Mavericks.

### Charlotte Hornets (2023-)
Den 5 augusti 2023 värvades Ntilikina av Charlotte Hornets.

## Landslagskarriär
Ntilikina var en del av Frankrikes landslag som tog silver i herrarnas turnering vid olympiska sommarspelen 2020 i Tokyo.

## Klubbar
- SIG Strasbourg (2015–2017)
- New York Knicks (2017–2021)
- Dallas Mavericks (2021–2023)
- Charlotte Hornets (2023-)